# إسمعيل أباد شور قلعة بايين
إسمعيل‌ أباد شور قلعة بايين هي قرية في مقاطعة ساوجبلاغ، إيران. عدد سكان هذه القرية هو 263 في سنة 2006.